# Nataniel Aguirre
Nataniel Aguirre, mit vollem Namen Daniel Aguirre González de Prada (* 1843 in Cochabamba; † 1888 in Montevideo, Uruguay) war ein bolivianischer Dichter und Dramaturg, aber auch Journalist, Rechtsanwalt, Politiker und Diplomat. Er hatte wichtige öffentliche Ämter inne, unter anderem war er Abgeordneter, Präfekt von Cochabamba, Kriegs- und Außenminister. Liberalen Positionen zuneigend, forderte er Agrarreformen, setzte sich für die indigene Bevölkerung ein und stand im Verfassungskonflikt 1880 in Opposition zum Präsidenten Narciso Campero.
In seinen Romanen und Dramen behandelte er Themen der bolivianischen und peruanischen Geschichte. Sein Roman Juan de la Rosa gilt vielfach als der beste lateinamerikanische Roman des 19. Jahrhunderts.

## Werke (Auswahl)
- „Juan de la Rosa: Memorias del último soldado de la independencia“- Roman, 1885, engl.  Juan de la Rosa. Memoirs of the Last Soldier of the Independence Movement, Oxford University Press 1999, ISBN 978-0-19-511328-0
- „Biografía del Coronel Burdett O’Connor“
- „Bolivia en la Guerra del Pacífico“
- „La bellísima Fioriana“
- „Biografía de Simón Bolívar“
- „La Guerra del Pacífico“
- „Represalia de un héroe“
- „Visionarios y mártires“